# 埃利维顿·阿尔维斯·鲁菲诺
埃利维顿·阿尔维斯·鲁菲诺 （Elivélton Alves Rufino，1971年7月31日—），是一名巴西已退役的足球运动员，司職中场，曾在巴西足球甲級聯賽多家俱樂部效力。 他曾入選巴西國家足球隊。